# Okręg Andelfingen
Andelfingen (niem. Bezirk Andelfingen) – okręg w północnej Szwajcarii, w kantonie Zurych. Siedziba administracyjna okręgu znajduje się w miejscowości Andelfingen. 

## Podział administracyjny
Okręg składa się z 20 gmin (Politische Gemeinde) o powierzchni 166,54 km² i o liczbie mieszkańców 32 211.
Gminy:
1. Andelfingen
2. Benken
3. Berg am Irchel
4. Buch am Irchel
5. Dachsen
6. Dorf
7. Feuerthalen
8. Flaach
9. Flurlingen
10. Henggart
11. Kleinandelfingen
12. Laufen-Uhwiesen
13. Marthalen
14. Ossingen
15. Rheinau
16. Stammheim
17. Thalheim an der Thur
18. Trüllikon
19. Truttikon
20. Volken

## Zmiany administracyjne
- 1 stycznia 2019
  - utworzenie gminy Stammheim z gmin Oberstammheim, Unterstammheim i Waltalingen
- 1 stycznia 2023
  - przyłączenie gmin Adlikon bei Andelfingen i Humlikon do gminy Andelfingen